# Germain Kambinga
Germain Kambinga Katomba né le 15 avril 1978, est un acteur politique de la république démocratique du Congo. 

## Carrière politique
En 2005, il commence sa carrière politique au sein du Mouvement de Libération du Congo, MLC en sigle, Parti Politique dirigé par Jean-Pierre Bemba, où il va assurer le poste de Porte-parole de 2007 à 2014. Il est parti du MLC la même année.  
A la suite de cet engagement politique eu sein du MLC, il a créé son propre parti politique "LIBERTE", parti positionné au centre de l'échiquier politique. Il crée ensuite le premier mouvement rassemblant les différents partis centristes de la RDC, mouvement nommé "Le CENTRE". 
Le CENTRE a participé aux élections législatives de 2018 en présentant plus de 700 candidats, mais n'a malheureusement pas eu le seuil requis pour avoir des députés nationaux, il a atteint 145 000 voix, il lui en fallait 182 000. 
Dans le même temps le Centre a signé la charte de création du Front Commun pour le Congo du Président Joseph Kabila et s'est positionné ainsi dans l'échiquier politique pendant les élections de 2018. 
Germain Kambinga a été Député national, ministre de l'Industrie. En 2019, il est nommé vice-ministre de la Formation professionnelle, des Arts et métiers au sein du gouvernement Ilunga, premier gouvernement sous la présidence de Felix Tshisekedi
Il a fait des études en Economie où il a obtenu une Maitrise en Economie Internationale à l'Université Omar Bongo du Gabon; un DEA en Monnaie Finance Banque en un Master in Business Administration, option Economie Financière à l'université Catholique de Louvain la neuve, en Belgique. 